# Lourdes Yparraguirre

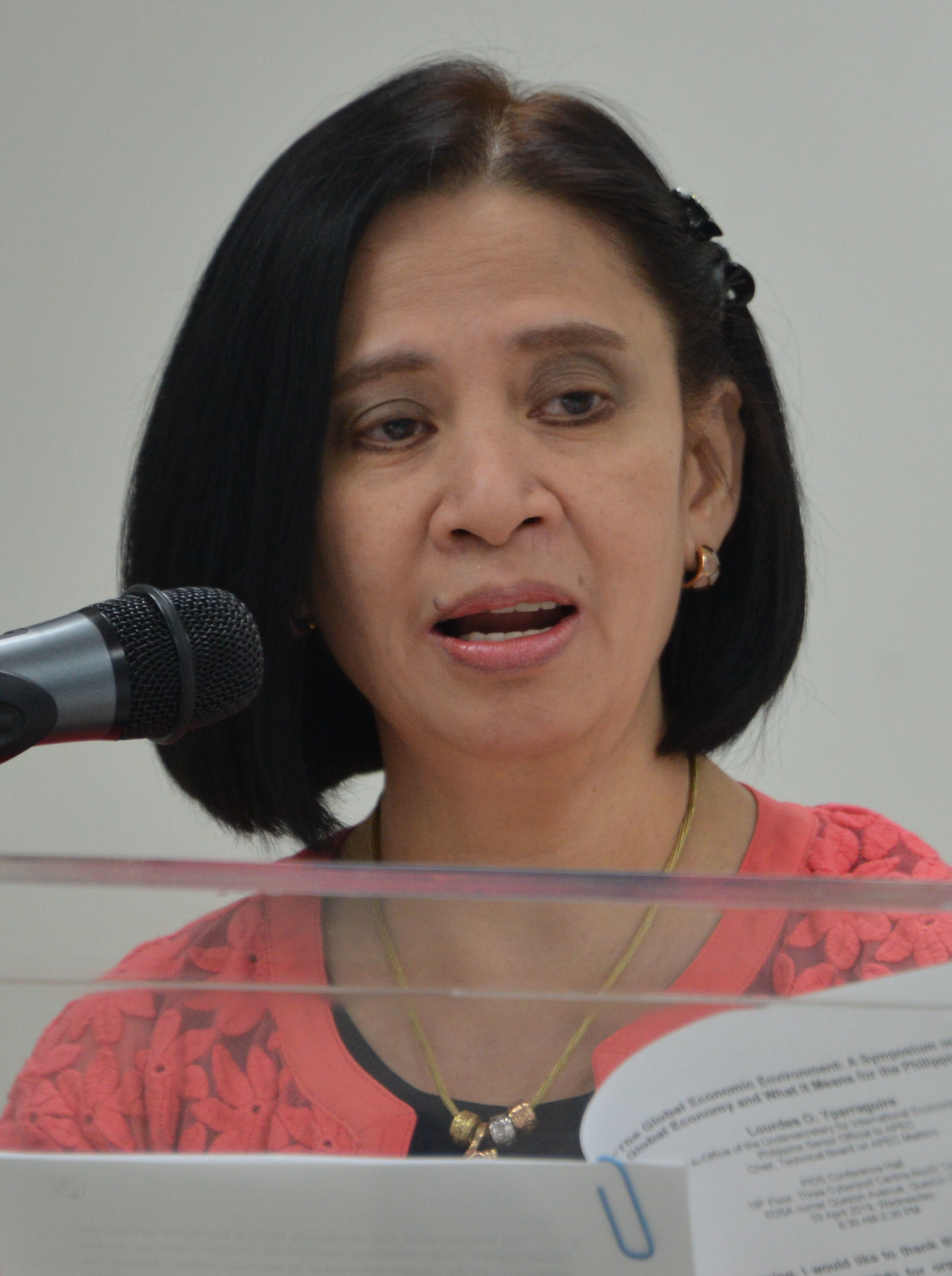
Lourdes Yparraguire (2019)

Lourdes Ortiz Yparraguirre (* 2. Oktober 1955 in Manila) ist eine philippinische Diplomatin, die unter anderem von 2010 bis 2015 Botschafterin in Österreich, Kroatien, Slowenien und der Slowakei sowie zwischen 2015 und 2017 Ständige Vertreterin bei den Vereinten Nationen war.

## Leben
Lourdes Ortiz Yparraguirre begann nach dem Schulbesuch ein Studium im Fach Internationale Beziehungen am Maryknoll College in Quezon City, welches sie mit einem Bachelor of Arts (B.A. International Studies) „cum laude“ beendete. Im Anschluss war sie zwischen 1980 und 1986 als Leitende Expertin für wirtschaftliche Entwicklung in der Nationalen Wirtschafts- und Entwicklungsbehörde NEDA (National Economic and Development Authority) tätig. Sie trat 1986 nach dem Abschluss des Zulassungsexamens als Foreign Service Officer Class IV in den diplomatischen Dienst ein und fand bis 1989 Verwendung in der Zentrale des Außenministerium (Department of Foreign Affairs). Dort war sie 1987 zunächst kommissarische Leiter der Arbeitsgruppe Wirtschaftsförderung sowie von 1988 bis 1989 Leiterin eines Referats in der Unterabteilung Vereinte Nationen und andere internationale Organisationen. Im Anschluss war sie zwischen 1989 und 1996 Erste Sekretärin an der Ständigen Vertretung bei den Vereinten Nationen und anderen internationalen Organisationen in Genf, wo sie Unterhändlerin für die Philippinen bei der WTO/GATT-Uruguay-Runde für multilaterale Handelsverhandlungen war. Ein postgraduales Studium der Fächer Internationale Wirtschaft und Entwicklung am International Institute of Social Studies (ISS) der Erasmus-Universität Rotterdam schloss sie mit einem Diplom mit Auszeichnung ab.
Lourdes Yparraguirre war zwischen 1996 und 1998 Sonderassistentin des Unterstaatssekretärs für Politik (Undersecretary for Policy) und gleichzeitig Direktorin der Unterabteilung für Politikplanung und -koordinierung sowie von 1998 bis 1999 Geschäftsführende Direktorin des Büro des Unterstaatssekretärs für Internationale Wirtschaftsbeziehungen (Undersecretary for International Economic Affairs). Am 17. Mai 2000 wurde sie zunächst Konsulin am Generalkonsulat in Washington, D.C. Kurz darauf wurde sie 2000 Gesandte für politische und wirtschaftliche Angelegenheiten an der Botschaft in den USA und bekleidete diese Funktion bis 2006. Im Anschluss fungierte sie zunächst von 2006 bis 2007 als Sonderassistentin des damaligen Außenministers (Secretary of Foreign Affairs), Alberto Romulo, sowie danach zwischen 2008 und 2010 als Assistant Secretary at the Office of American Affairs Leiterin der Unterabteilung Amerika im Außenministerium.
2010 wurde Lourdes Yparraguirre Botschafterin in Österreich und war als solche zugleich bis 2015 als Botschafterin in Kroatien, Slowenien und der Slowakei akkreditiert. Zeitgleich war sie zwischen 2010 und 2015 auch Ständige Vertreterin der Philippinen beim Büro der Vereinten Nationen in Wien, der Organisation der Vereinten Nationen für industrielle Entwicklung (UNIDO), dem Büro der Vereinten Nationen für Drogen- und Verbrechensbekämpfung (UNODC), der Organisation des Vertrages über das umfassende Verbot von Nuklearversuchen (CTBTO), der Internationalen Anti-Korruptionsakademie (IACA) sowie zudem Residierende Repräsentantin bei der Internationalen Atomenergie-Organisation (IAEA).
Als Nachfolgerin von Libran N. Cabactulan überreichte Lourdes Yparraguirre am 22. April 2015 dem Generalsekretär der Vereinten Nationen Ban Ki-moon ihre Akkreditierung als Ständige Vertreterin bei den Vereinten Nationen. Sie verblieb auf diesem Posten bis 2017. Im Anschluss wurde sie 2017 im Außenministerium Unterstaatssekretärin für internationale Wirtschaftsbeziehungen (Undersecretary, Office of the International Economic Relations) und gehört als solche auch dem Vorstand der Behörde der Tourismusförderung (Tourism Promotion Board) als alternierendes Mitglied sowie dem Vorstand der Behörde für Statistik (Philippine Statistics Authority) als Mitglied an.